# Monte Meru (mitologia)

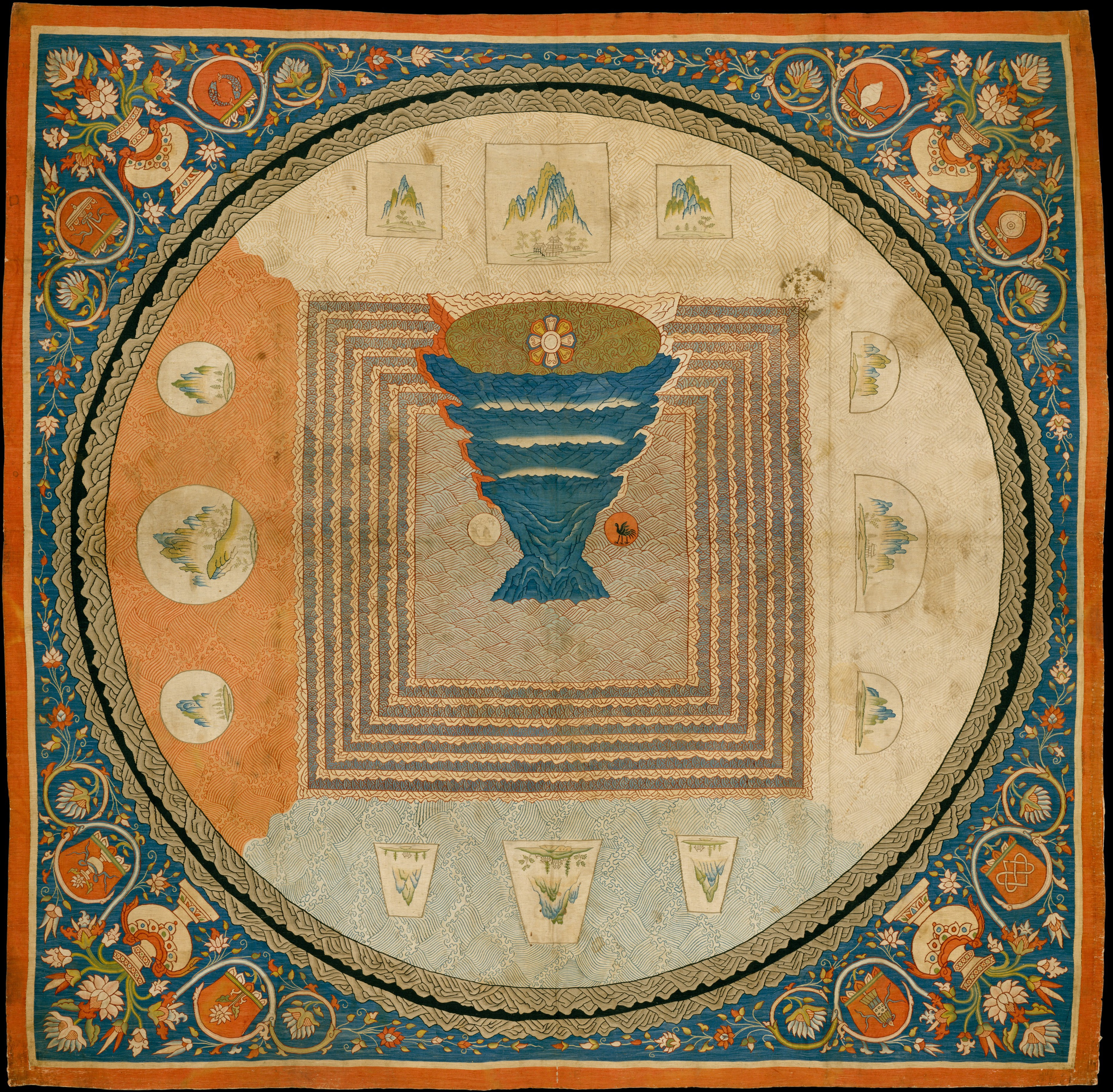
Maṇḍala della cosmologia del Monte Meru

Il monte Meru, sanscrito मेरु, pāli Neru, tibetano Ghialpo ri, conosciuto anche come Sumeruparvata, sans; Ri-rab lhun-po, tib.; Xiumi. cin., è noto anche come Sumeru, pāli Sineru, col significato di "magnifico Meru", è la montagna sacra della mitologia induista e buddista, al centro del "Piccolo Universo" o Cāturdvīpakaloka dhātu.

## Geografia mitologica

### Induismo
Segna il centro dell'universo e sorge al centro dell'Ilāvṛta, regione mediana (varṣa) del continente Jambudvipa. Confina a nord con la catena montuosa Nīla ("blu"). Si innalza nella regione dei paradisi e sulla sua cima, a nord, trova luogo il paradiso di Indra (Svarga, Svarloka o Indraloka). Su di esso splende la Stella del Nord. Alto 84.000 yojana (circa 470.000/940.000 km) è un'icona architettonica e progettuale per molti templi induisti, come il tempio di Angkor Wat in Cambogia e il tempio di Borobudur in Indonesia.

### Buddismo
Considerato il centro del mondo, in senso esoterico e sul piano sottile, la tradizione buddista tibetana indica come sede fisica del Monte Meru sulla Terra il monte Kailash nel Tibet occidentale.

## Descrizione (buddismo)

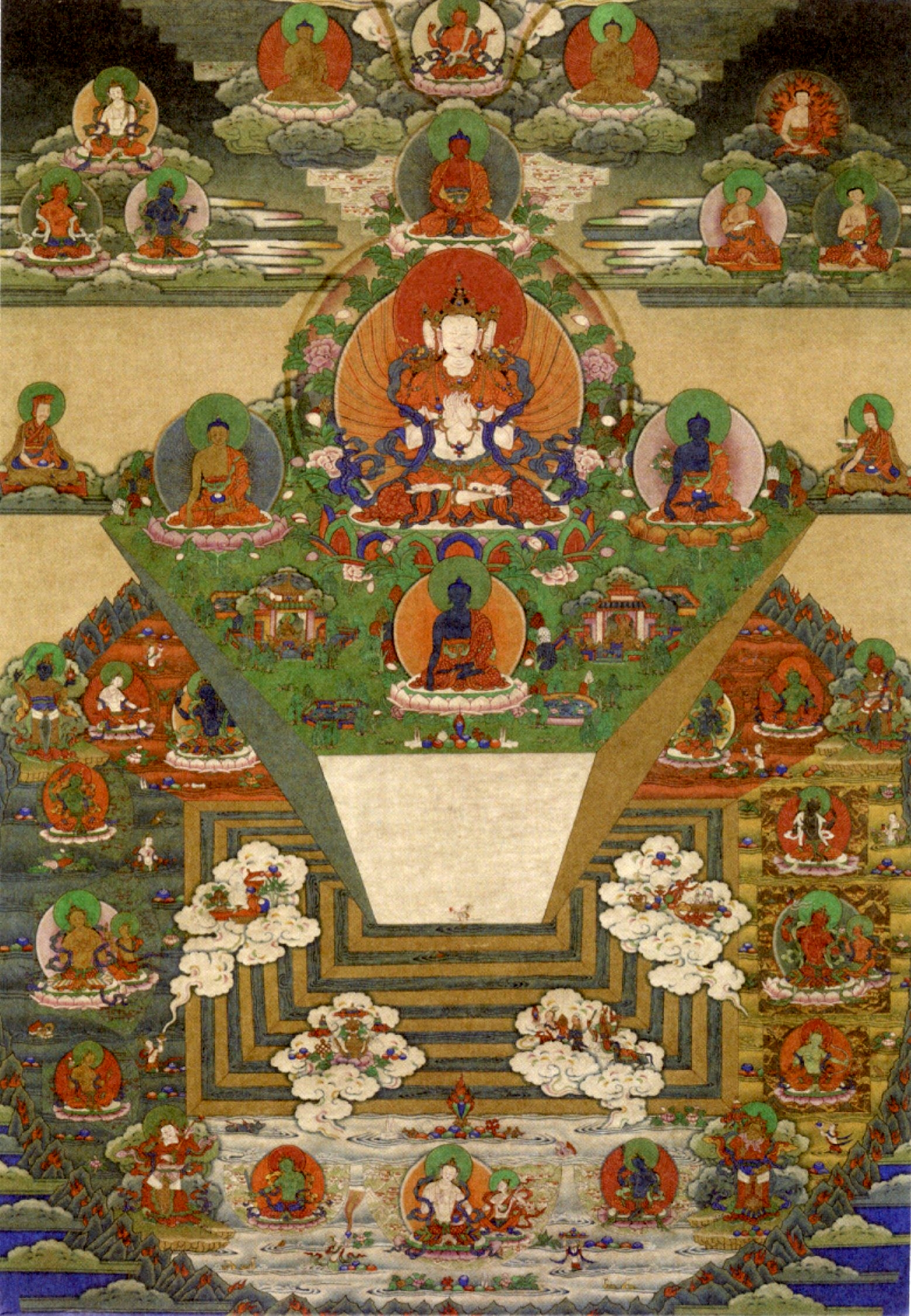
Thangka bhutanese del Monte Meru e dell'universo buddista, XIX secolo, Trongsa Dzong, Trongsa, Bhutan

### La forma
A base quadrata ogni faccia ha una caratteristica propria:
- Est: formata da cristallo puro
- Sud: formata da lapislazzuli blu
- Ovest: formata da pietra di rubino
- Nord: formata da minerale d'oro

la sua mole è possente e la sua base sprofonda nell'oceano e la sua cima si innalza nel cielo. Nel monte un albero affonda le radici nella base e spunta dalla cima oltrepassando il cielo, il suo nome è pariyatra, sans.; dPag-bSam-Shing, tib.
Formato da quattro livelli superiori e da otto sommersi è abitato nelle grotte dell'oceano e nella cavità rocciose da esseri chiamati asura che vivono in quattro grandi città.

#### I quattro livelli superiori
I quattro livelli vanno letti nel seguente modo:
| Livello dall'alto         | Ordine devico | Ordine crescente | Abitanti        | Re                      | Porte              |
| ------------------------- | ------------- | ---------------- | --------------- | ----------------------- | ------------------ |
| Cima                      | Secondo       | Sesto            |                 |                         |                    |
| Primo                     | Primo         | Quinto           | nāga            | Custodi delle direzioni | Porta del divino   |
| Secondo                   |               | Quarto           | suparna         |                         |                    |
| Terzo                     |               | Terzo            | danava          |                         |                    |
| Quarto                    |               | Secondo          | rakṣasa e yakṣa |                         |                    |
| Base delle sette montagne |               | Primo            |                 |                         | Porta degli inferi |

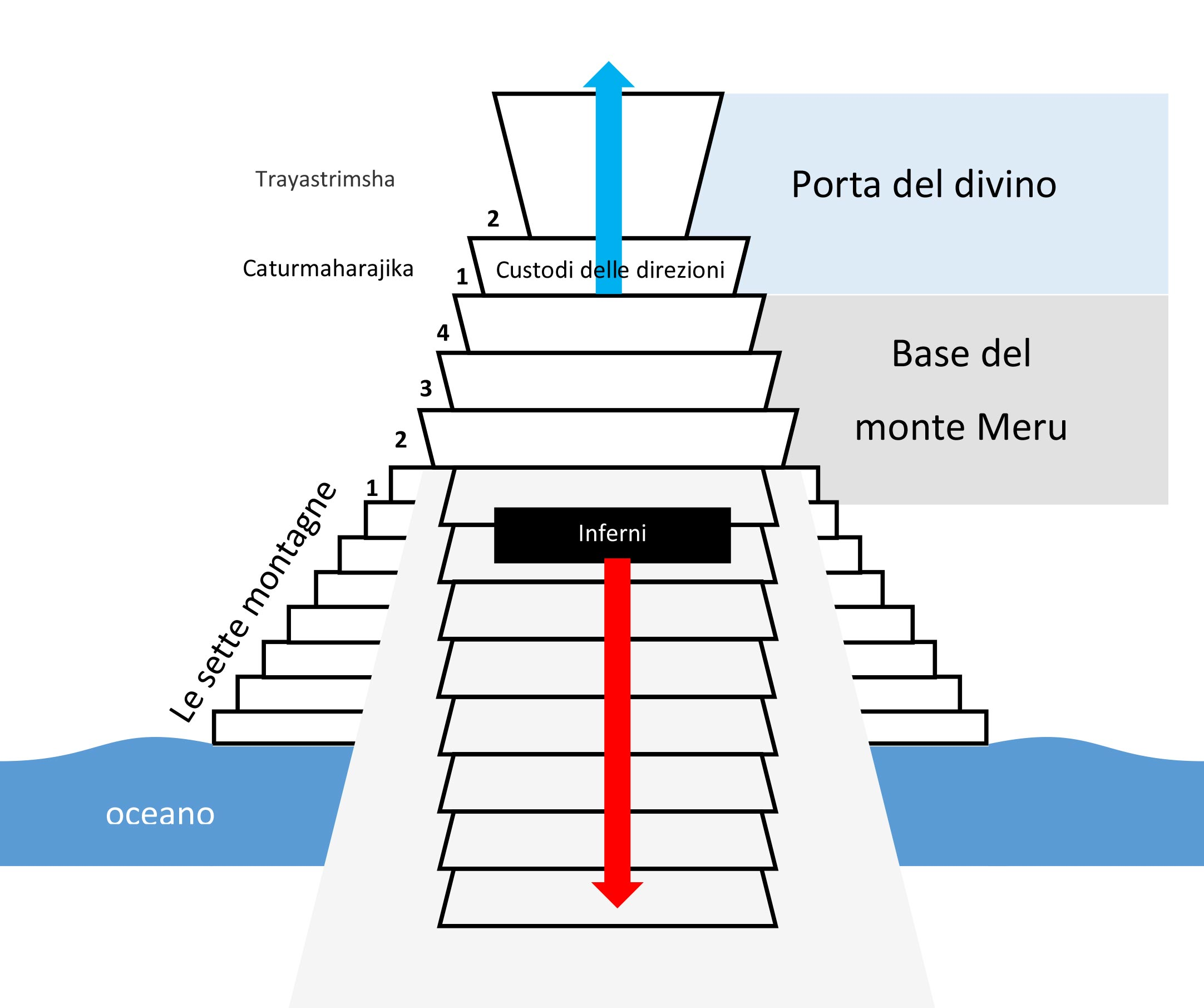
Monte Meru disegno su ispirazione dell'opera di A. Keilhauer.

I quattro livelli superiori che sostengono la cima del monte a base quadrata, sono anch'essi parallelepipedi quadrati con una leggera rastremazione verso il basso, i due superiori sono Caturmaharajika, il primo dal basso, mentre la cima porta il nome di Trayastrimsha. I quattro livelli, partendo dall'alto, sono abitati in successione dai nāga o custodi dei tesori, e nei tre livelli inferiori dai suparna, danava, rakṣasa e yakṣa.

#### Le Sette montagne
La base del monte è sostenuta da sette montagne quadrangolari che formano delle cinte inaccessibili e sono d'oro. Sono poliedri perfetti ed ognuna è la metà di quella sottostante, ognuna contiene un lago che rappresenta una virtù: leggerezza, luminosità, chiarezza, purezza, freschezza, dolcezza, gusto e odore eccellenti. Le montagne sono circondate dall'oceano salato su cui galleggiano i quattro continenti.

#### I Quattro continenti
i continenti si posizionano nelle direzioni cardinali e ognuno di essi ha due sotto continenti più piccoli.

##### Pūrvavideha
Collocato a est è il continente principale. Pūrvavideha è bianco a forma di mezza luna ed è affiancato dai due sotto continenti Deha e Videha. Gli abitanti hanno un'altezza pari al doppio degli umani e la loro testa è a forma di mezza luna, sono longevi e pacifici ma non conoscono il "vero" Dharma. La caratteristica principale del continente è una montagna composta da gioielli.

##### Jambudvipa
Collocato a sud Jambudvipa è blu a forma trapezoidale, i suoi sotto continenti sono Camara e Apacamara. È la terra dove nascono i Buddha e il Dharma prospera, gli abitanti vivono circa cento anni e ciò che caratterizza il continente è l'albero che esaudisce i desideri.

##### Aparagodaniya
Collocato a ovest è di colore rosso e i suoi sotto continenti sono Śatha e Uttaramantrina. La sua forma è circolare e i suoi abitanti hanno un viso tondo con una statura quattro volte quella degli uomini, sono pastori e si cibano prevalentemente di latticini. la caratteristica principale di Aparagodaniya è di avere mandrie di vacche che esaudiscono tutti i desideri.

##### Uttarakuru
In tibetano Uttarakuru significa dalla "Voce sgradevole", è situato a nord ed è di colore verde, la sua forma è quadrata come il viso dei suoi abitanti. I sotto continenti sono Kurava e Kaurava. I suoi abitanti sono giganti che vivono nell'agiatezza si nutrono di cereali che crescono spontaneamente.

### I livelli infernali
Al di sotto della montagna, che è la base del Monte Meru, si estendono i livelli infernali: otto livelli per gli inferni caldi e altrettanti otto per gli inferni freddi. Gli inferni sono abitati dai preta (fantasmi affamati) tormentati dalla fame e dalla sete.